# Ӄ (кирилиця)
Ӄ, ӄ — кирилична літера, утворена від К. Використовується в абетках деяких північносибірських мов: чукотській, коряцькій, хантийській та інших. Позначає звук глухий язичковий проривний звук /q/.
В XIX — на поч. XX ст. використовувалася в абетках деяких мов Кавказу, як-от в абхазькій та осетинській. При латинизації її було замінено на Q, q, а при кирилізації — на Ҟ ҟ (в абхазькій) або Къ къ (в осетинській).

## Див. Також
- К
- Қ
- Ҟ